# Macrocara conglobata
Macrocara conglobata är en insektsart som först beskrevs av Walker, F. 1870.  Macrocara conglobata ingår i släktet Macrocara och familjen gräshoppor. Inga underarter finns listade i Catalogue of Life.